# ألما دوفور
ألما دوفور (بالفرنسية: Alma Dufour)، من مواليد 6 مايو 1990 في أوش (Gers)، هي ناشطة بيئية وسياسية فرنسية.
هي معروفة بتنسيقها لحملة ضد توسعة الشركة متعددة الجنسيات أمازون في فرنسا وكمتحدثة باسم منظمة غير حكومية تسمى أصدقاء الأرض (Les Amis de la Terre) من عام 2017 إلى عام 2021. عضوة في حزب فرنسا الأبية (La France insoumise)، تم انتخابها نائبة عن الدائرة الانتخابية الرابعة في سين ماريتيم (Seine-Maritime) في عام 2022.

## السيرة الذاتية

### الشباب والبدايات المهنية
ولدت في 6 مايو 1990 في أوش، في جيرس، في فرنسا. نشأت في الدائرة العشرين في باريس، حيث كان والداها يعيشان في شقة تابعة للإسكان الاجتماعي.
في عام 2012، تخرجت بشهادة البكالوريوس في القانون من جامعة باريس بانتيون سوربون (Université Paris-Panthéon-Sorbonne)، وأكملت تعليمها بماجستير في الجيوسياسة، ثم في علوم البيئة في أغرو باريس تيك (AgroParisTech) حتى عام 2015. كسبت رزقها كموظفة في شركة سويز (Suez)، ثم كنادلة، بينما كانت تعمل مع مكتب البيئة الأوروبي (Bureau européen de l’environnement) في بروكسل حول الاقتصاد الدائري (تفاوض توجيه الإطار عن النفايات).

### الالتزامات البيئية
منذ عام 2015، خلال مؤتمر الأطراف الحادي والعشرين (COP21) في باريس، انضمت إلى حركة التناوب (Alternatiba) / العمل غير العنيف (Action non-violente COP21). ثم تم توظيفها في أصدقاء الأرض فرنسا (Les Amis de la Terre France)، وأصبحت بعد ذلك المتحدثة باسم هذه المنظمة غير الحكومية من عام 2017 إلى يناير 2021. ابتداءً من نهاية عام 2018، شاركت ألما دوفور في حركة السترات الصفراء (gilets jaunes) التي تعرضت خلالها للعنف الشرطي.
بالإضافة إلى هذا النشاط، تقوم ألما دوفور أيضًا بأعمال تأثير مؤسسية. بتحفيزها، دعم أصدقاء الأرض النضالات المحلية ضد اثني عشر مشروعًا لإنشاء مستودعات ضخمة لأمازون في فرنسا، بما في ذلك المشروع في بيتي كورون (Petit-Couronne) في سين ماريتيم. شاركت في أعمال حجب مواقع أمازون واحتلال أراضي المشاريع المستقبلية بين عامي 2019 و 2022 حتى تخلت هذه الشركة متعددة الجنسيات عن خمسة من مشاريع المستودعات هذه. كما أبرزت دراسة الاقتصاديين أنو كوهاناثان (Ano Kuhanathan) وفلورنس موراديان (Florence Mouradian) التي تقدم أن شركات التجارة الإلكترونية متعددة الجنسيات مسؤولة عن تدمير 82 ألف وظيفة في فرنسا.
بعد تجربتها في النضال ضد أمازون، قررت ألما دوفور التخصص في التفاعلات بين البيئة والتوظيف. تحارب فكرة أن البيئة يمكن أن تكون سببًا لتدمير الوظائف وتقاوم أيضًا نقل الأنشطة إلى الخارج. وهي نشطة بشكل خاص في إطار التجمع أبدًا مرة أخرى (Plus Jamais ça !)، الذي يجمع بين غرينبيس (Greenpeace) وأصدقاء الأرض واتاك (ATTAC) والنقابات: الاتحاد العام للعمال (CGT) والاتحاد الفلاحي (Confédération paysanne) والتضامن (Solidaires) والاتحاد الوطني للنقابات المستقلة (FSU).

## نائبة
اختارت، في يناير 2021، ترك منصبها كمسؤولة عن الحملات والمتحدثة باسم أصدقاء الأرض للانضمام إلى فرنسا الخاضعة ودعم حملة جان لوك ميلونشون (Jean-Luc Mélenchon) الرئاسية.
في مايو 2022، تم تعيينها مرشحة للاتحاد الشعبي الجديد البيئي والاجتماعي (la Nouvelle Union populaire écologique et sociale)، في الدائرة الانتخابية الرابعة في سين ماريتيم، وتم انتخابها نائبة. أصبحت عضوة في لجنة المالية (commission des Finances) بالجمعية الوطنية.
ضمن فرنسا الخاضعة، هي مسؤولة عن تنشيط قطب “التحريض والدعاية” (agit-prop) ابتداءً من ديسمبر 2022.
1. ↑  "Elections législatives des 30 juin et 7 juillet 2024 - Liste des candidats du 1er tour" (بالفرنسية). Retrieved 2024-07-08.
2. 1 2  "Elections législatives des 12 et 19 juin 2022 - Liste des candidats du 1er tour" (بالفرنسية). Retrieved 2024-07-09.
3. 1 2  Who's Who in France (بالفرنسية), Paris, ISSN:0083-9531, QID:Q5924723